# (12477) Haiku
(12477) Haiku est un astéroïde de la ceinture principale.

## Description
(12477) Haiku est un astéroïde de la ceinture principale. Il fut découvert le 4 mars 1997 à Kitt Peak par le projet Spacewatch. Il présente une orbite caractérisée par un demi-grand axe de 2,43 UA, une excentricité de 0,13 et une inclinaison de 2,1° par rapport à l'écliptique.

## Compléments